# Così come siamo
Così come siamo è il primo tour del gruppo musicale rap italiano Articolo 31, pubblicato nel 1997 dalla Best Sound.

## Contenuto
La cassetta, oltre a contenere tutti i videoclip tratti dall'album Così com'è e un inedito, raccoglie varie riprese del gruppo durante il Così com'è tour del 1996 inframezzate da filmati nel backstage dove il gruppo racconta la loro storia prima del successo.
Inoltre, vengono mostrati dei momenti "inediti" per gli Articolo 31 durante i loro live, come la partecipazione di Lucio Dalla (che collaborò con loro nell'album Così com'è nella canzone L'impresa eccezionale), Tosca e Francesco Guccini, di cui gli Articolo hanno fatto una cover della canzone L'avvelenata durante i live di quel periodo.

## Tracce
- Documentario on the road del Così com'è tour 1996
- Videoclip:

1. Tranqi Funky - 3:22
2. Il funkytarro - 4:48
3. 2030 - 4:32

- Brano inedito

1. Così mi tieni - 7:03

## Formazione
- J-Ax - rapping
- DJ Jad - scratch

Altri musicisti
- Space One - rapper (voce secondaria)
- DJ Wlady - Dj (scratch)
- Fausto Cogliati - chitarre
- Prince Hobo - percussioni
- Wonderbra (Lola Feghaly, Paola Folli, Lalla Francia) - Vocalists (cori)

## Crediti
- Da un'idea di Franco Godi
- Regia: Luca Celebrini / Cinzia Rossello
- Riprese di: Luca Celebrini
- Montaggio: Roberto De Lucia
- Post produzione: Andrea Meneghetti c/o Warp 1319 S.r.l. Milano
- Audio: Cine Music S.r.l.
- Fonico editing audio: Umberto Zappa